# Fexinidazol
El fexinidazol es un medicamento utilizado para tratar la tripanosomiasis africana  causada por el Trypanosoma brucei gambiense . Es eficaz tanto contra la primera como contra la segunda fase de la enfermedad. Algunas pruebas también apoyan su uso en la enfermedad de Chagas.  Este medicamento se toma por vía oral.
Entre los efectos secundarios más comunes se incluyen náuseas, vómitos, dolor de cabeza y problemas para dormir; otros efectos secundarios pueden incluir prolongación del intervalo QT, psicosis y disminución de los glóbulos blancos.  No está claro si el uso de este medicamento durante el embarazo o la lactancia es seguro.  El fexinidazol pertenece a la familia de los antiparasitarios y nitroimidazoles. Se cree que actúa activando ciertas enzimas dentro de los parásitos que provocan su muerte.
Este medicamento se describió por primera vez en 1978. La Agencia Europea de Medicamentos le dio una opinión positiva en 2018 y se aprobó para uso médico en los Estados Unidos en 2021.  Está en la Lista de Medicamentos Esenciales de la Organización Mundial de la Salud. 